# Atsuma
Atsuma (厚真町, Atsuma-chō) és una vila i municipi de la subprefectura d'Iburi, a Hokkaido, Japó. La vila d'Atsuma també forma part del districte de Yūfutsu.

## Geografia
El municipi d'Atsuma està situat a l'est de la subprefectura d'Iburi i pertany al districte de Yûfutsu. El terme municipal d'Atsuma limita amb els de Tomakomai i Abira a l'oest, amb Mukawa a l'est i amb Yuni i Yūbari al nord, ambdós municipis de la subprefectura de Sorachi.
Dins del terme d'Atsuma flueixen diversos rius, sent d'aquests el més important el riu Atsuma. El riu esta contingut per una presa al nord del municipi i continua baixant pel centre de la vila i desemboca a l'oceà pacífic, prop de la terminal de transbordadors del port de Tomakomai i de la planta d'energia Tomato-Atsuma.

## Història
El 6 de setembre de 2018 la vila d'Atsuma fou el municipi més afectat pel terratrèmol de Hokkaidō de 2018, el qual tingué el seu epicentre a la subprefectura d'Iburi. El sisme provocà deslliçaments de terra que mataren a alguns vilatans i soterraren part dels habitatges de la vila.

## Transport

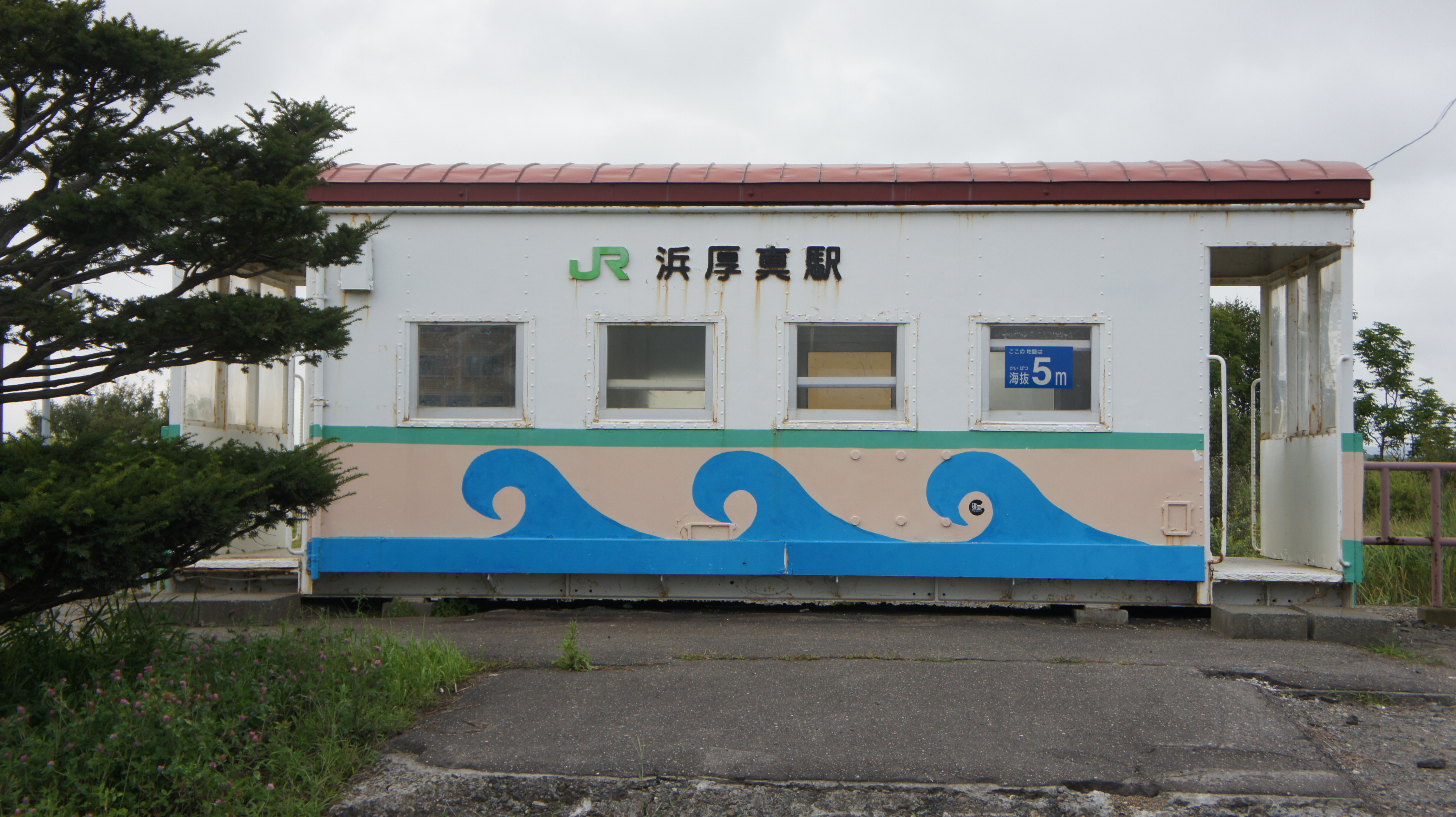
Estació de Hama-Atsuma

Degut a la seua proximitat a la ciutat de Chitose, la vila d'Atsuma es troba relativament a prop del Nou Aeroport de Chitose. També, des del port de la ciutat veïna de Tomakomai salpen els transbordadors de la companyia Shin Nihonkai Ferry. Part del port de Tomakomai, tot i dir-se amb el nom d'aquesta ciutat, es troba al terme municipal d'Atsuma.

### Ferrocarril
- Companyia de Ferrocarrils de Hokkaido (JR Hokkaido)
  - Estació de Hama-Atsuma

### Carretera
- Autopista de Hidaka
- Nacional 235
- Prefectural 10
- Prefectural 59
- Prefectural 129
- Prefectural 235
- Prefectural 259
- Prefectural 287
- Prefectural 482
- Prefectural 924
- Prefectural 1046
- Prefectural 1065